# 自然出生公民条款 (美国)
美国的自然出生公民（英語：natural-born citizen）身份是美国宪法规定的担任总统或副总统的资格要求之一，旨在保护国家免受外国影响。
美国宪法使用“自然出生公民”一词，但并未对其进行详细解释，长期以来，关于其确切含义的意见不一。21世纪初，宪法和法律学者结合相关判例法的共识是，自然出生公民包括在美国出生的人（除例外情况外）。至于在其他地方出生但符合出生公民权法律要求的人，截至2016年，主流共识是他们也属于自然出生公民。
美国的前九任总统和第十二任总统扎卡里·泰勒在1789年宪法通过时均为美国公民，且均出生在美国领土内，并受到《巴黎条约》的承认。此后所有总统均为美国出生。美国历史上的45位总统中，有八位的父母至少有一方并非出生在美国本土。
美国最高法院的多项判决以及一些处理资格质疑的下级法院都曾提及“自然出生公民条款”，但最高法院从未直接处理过特定总统或副总统候选人是否具备自然出生公民资格的问题。2008年、2012年和2016年选举周期的许多资格诉讼在下级法院被驳回，原因是质疑者难以证明其有资格提出法律异议。此外，一些专家认为，“自然出生公民条款”的确切含义可能永远不会由法院裁决，因为最终总统资格问题可能会被认定为一个非司法性的政治问题，只能由国会而非政府的司法部门来裁决。

## 宪法条款

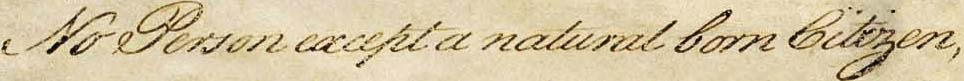
1787年美国宪法条款，着重提到自然出生公民条款

美国宪法第二条第一款第五节规定了担任美国总统的资格要求（着重部分以粗体表示）：
No Person except a natural born Citizen, or a Citizen of the United States, at the time of the Adoption of this Constitution, shall be eligible to the Office of President; neither shall any person be eligible to that Office who shall not have attained to the Age of thirty five Years, and been fourteen Years a Resident within the United States.
译文：
无论何人，除生为合众国公民或在宪法采用时已是合众国公民者外，不得当选为总统；凡年龄不满35岁、在合众国境内居住不满14年者，也不得当选为总统。
根据最初的宪法，选举团成员为总统投两票，得票第二多的选出副总统。第十二修正案要求副总统必须单独选举，并在最后条款中写道：“宪法上无资格担任总统的人，不得担任合众国副总统。”
根据美国宪法第一条规定，众议员和参议员必须是美国公民，但并无必须出生于美国本土的要求，而总统则有此要求。

## 历史

### 英国先例
“自然出生”一词的使用并非没有先例。早期有记录的案例是1608年的加尔文案，该案裁定，在英格兰国王管辖的任何地方出生的人（当时包括作为独立王国的苏格兰和爱尔兰，以及之前法国管辖的大部分地区）都是自然出生的英格兰臣民，因此有权在英国法院提起民事诉讼。美国独立前的英国法律就使用了“自然出生的臣民”（natural born subject）这一术语。例如，《1708年外国新教徒归化法》第三条规定：
所有由女王陛下、其继承人和继任者所生的自然出生臣民的子女，无论出于何种意图、构造和目的，均应被视为本王国的自然出生臣民。
1711年，托利党通过《安妮法案》第五章第十条废除了该法案（除引述的关于外国出生儿童的第三条款外）。
随后，1730年《英国国籍法》规定：
用于解释该法案中所述条款……凡由英格兰或大不列颠王室之奴役所生的子女，或今后由该奴役所生的子女，其父亲在该等子女出生时，是或将是英格兰或大不列颠王室的自然臣民……特此宣布，无论就任何意图、解释和目的而言，均系大不列颠王室的自然臣民。
《1740年殖民法案》中也有这样的用法：
所有由国王陛下、他的后嗣或继任者所生的人，如果已经……或将在国王陛下在美洲的任何殖民地居住或居住七年或七年以上……应被视为、判定为国王陛下在本王国的自然出生的臣民。
法学家威廉·布莱克斯通在1765年写道：“自然出生的臣民是指在英格兰王室领土内出生的人”。布莱克斯通补充道，不是居民的后代也可以是自然出生的臣民：
但是根据几项更为现代的法规......所有由国王侍从所生的孩子，如果他们的父亲是自然出生的臣民，那么他们自己在所有意图和目的上都是自然出生的臣民，无一例外；除非他们的父亲因叛国罪而被剥夺公民权或被放逐到海外；或者当时为与英国敌对的王子服务。
然而在1775年，布莱克斯通改变了他的观点，并解释说，这些孩子“现在被视为自然出生的臣民”，而不是“现在是自然出生的臣民”。
同样，弗朗西斯·普洛登最初解释说，早期英国成文法使得英国父母在外国出生的子女“在事实上和法律上……成为真正的本土臣民”，而十八世纪的英国成文法则使得某些人根据成文法成为自然出生的臣民，就像其他人根据普通法成为自然出生的臣民一样。然而，经过进一步考虑后，他也推翻了观点，并于1785年得出结论，成文法并没有使得这些孩子成为自然出生的臣民。相反，他们身上仍然保留着“外来身份的残余”。
在布莱克斯通案之前，爱德华·科克在加尔文案中提出了更为狭隘的观点。科克认为：“如果国王驻外国的任何大使，与其妻子（身为英国女性）所生的孩子，根据英国的普通法，他们是自然出生的臣民，但他们却出生在国王的领土之外。”
“natural born”一词经常与“native born”同义使用。英国词典编纂者塞缪尔·约翰逊在1756年写道，“natural”一词的意思是“native”，而“native”一词可以指“居住者”或“后代”。

### 1776年至1789年
从1776年《美国独立宣言》到1789年《美国宪法》通过，北美十三州都脱离了英国的统治。在此期间，《邦联条例》将整个国家紧密联系。“自然出生公民”一词在此期间有时会被使用。其中一个例子是1784年，马里兰总议会授予法国出生的拉斐德侯爵公民身份：
由马里兰州议会颁布——拉斐德侯爵及其男性继承人永远为本州公民，他们每个人都被判定为本州出生的公民，并从此享有本州出生公民的所有豁免权、权利和特权......

### 制宪会议
宪法并未解释“自然出生”的含义。1787年6月18日，亚历山大·汉密尔顿向制宪会议提交了一份政府规划草案。该草案规定设立一位行政“总督”，但没有资格要求。制宪会议闭幕时，汉密尔顿向詹姆斯·麦迪逊递交了一份文件，称该文件概述了他希望制宪会议提出的宪法；他在审议期间阐述了宪法的原则。马克斯·法兰德写道：“该文件并未提交给制宪会议，其价值仅体现了汉密尔顿的个人观点。”由汉密尔顿提出的宪法草案第九条第一款规定：“任何人除非现在是某个州的公民，或今后出生为美国公民，否则无资格担任美国总统”。
1787年7月25日，约翰·杰伊致函制宪会议主席乔治·华盛顿：
请允许我暗示，对外国人进入我国政府行政部门进行严格审查，并明确宣布美国军队总司令职位不得授予或移交给任何非美国本土出生的公民，这是否明智且合时宜。
细节委员会最初提议总统必须仅仅是公民，并居住满21年。但十一人委员会在收到杰伊的信件后，将“公民”改为“自然出生公民”，并将居住要求改为14年，且未提供任何记录解释。制宪会议未经进一步记录辩论即接受这一修改。

### 自然出生公民条款的合宪性
2012年，阿卜杜勒·卡里姆·哈桑提起数宗不成功的诉讼，声称美国宪法第十四修正案中的平等保护条款取代了自然出生公民条款；他认为自然出生公民身份是一种基于国籍的歧视。
归化美国公民堅克·維吾爾曾寻求参加2024年民主党总统初选，但因提出与哈桑类似的论点，被排除在各州选票之外。另一名归化美国公民希瓦·阿亚杜赖也曾寻求参加2024年美国总统选举，但他也提出了类似的论点而被排除在外。

### 拟议的宪法修正案
美国国会曾提出二十多项宪法修正案以试图放宽这一限制。其中较为著名的两项修正案由众议员乔纳森·布鲁斯特·宾厄姆于1974年提出，目的是让出生于德国的国务卿亨利·基辛格（原本是第四继任者）有资格参选；另一项是参议员奥林·哈奇于2003年提出的平等执政机会修正案，旨在让出生于奥地利的阿诺德·施瓦辛格有资格参选。宾厄姆修正案还明确了美国父母在国外出生的子女的参选资格，而哈奇修正案则允许已入籍二十年的公民有资格参选。

## 合理性
早期联邦法官圣乔治·塔克在其1803年版的威廉·布莱克斯通的《英国法释义》中写道（这或许是制宪会议代表们关于宪法术语的主要权威资料），自然出生公民条款是“抵御外国影响的有效手段”，并且“因此，对于外国人进入我国议会，无论采取何种防范措施都不为过。”塔克在脚注中写道，归化公民与自然出生公民享有同等权利，只是“归化公民永远不能被选为美国总统”。
代表查尔斯·科茨沃斯·平克尼在参议院发表演讲时，针对自然出生公民给出了“以确保经验和对国家的归属感”的理由。
耶鲁大学法学院教授阿基尔·阿马尔声称，美国宪法起草者担心欧洲贵族成员可能会移民并试图通过金钱手段掌权，因此在宪法中加入一项条款，将移民排除在总统职位之外是合理的。
关于该条款一个广为流传的说法是，制定该条款的原因之一是取消出生于英属西印度群岛的亚历山大·汉密尔顿担任总统的资格。然而，汉密尔顿仍然有资格担任总统，因为该条款豁免了宪法通过前已为美国公民的人对“自然出生”的要求，而他本人已于1782年通过纽约州议会成为美国公民。

## 条款的解释

### 1790年和1795年《归化法案》
由于许多制宪者后来都进入国会任职，国会早期通过的法律经常被视为制宪者意图的证据。《1790年归化法案》规定：“美国公民的子女，无论其出生地在海外，或在美国领土范围以外，均应被视为自然出生的公民……”。1790年法案是唯一使用过该术语的法案，而替代该术语的1795年《归化法案》则将其删除。《1795年归化法案》仅声明此类子女“应被视为美国公民”。

### 法院的解释

#### 19世纪
虽然总统任职资格在19世纪的任何诉讼中都不是问题，但有一些案例阐明了自然出生公民和本土出生公民的定义。最具代表性的案例是1844年的林奇诉克拉克案，该案指出“在美国领土和效忠范围内”出生的公民，无论父母的公民身份如何，都属于美国公民。该案涉及纽约州的一项法律（与当时其他州的法律类似），该法律规定只有美国公民才能继承房地产。原告朱莉娅·林奇出生于纽约，当时她的父母均为英国人，正在美国短暂访问。不久之后，三人均前往英国，再也没有返回美国。纽约衡平法院裁定，根据普通法和现行法律，她出生时即为美国公民，且没有任何原因剥夺其美国公民身份，尽管她的父母均非美国公民，或英国法律也可能通过其父母的国籍认定她为美国公民。法院在判决过程中援引了宪法条款，并指出：
假设一个出生在本土但父母是外国人的人当选总统，根据宪法，他是否有资格当选总统，是否存在合理的怀疑？我认为没有。根据宪法通过时有效的普通法，他是公民，这一点对他来说至关重要。
此外：
因此，原则上，我毫不怀疑，根据美国法律，任何在美国领土和效忠范围内出生的人，无论其父母的情况如何，都是自然出生的公民。令人惊讶的是，这个问题至今尚未得到司法裁决。
林奇案的判决在随后的众多案件中被引用为具有说服力或权威性的先例，并强化了“自然出生公民”的解释，即出生在“美国领土和效忠国境内”，无论父母的公民身份如何。例如，在1884年的案件中，联邦法院裁定，尽管法律禁止中国访客入籍，但在美国出生的中国人凭出生即可成为美国公民，即使在中国长期居留，也依然拥有美国公民身份。大法官斯蒂芬·J·菲尔德援引林奇案写道：
在对法律进行详尽的审查后，副院长表示他毫不怀疑，每个在美国领土和效忠范围内出生的人，无论其父母的情况如何，都是自然出生的公民，并补充说，这是法律界的普遍理解，也是公众心目中的普遍印象。
最高法院大法官彼得·维维安·丹尼尔在1857年的德雷德·斯科特诉桑福德案的协同意见中，引用了艾默瑞奇·德·瓦特爾1758年论文《万国律例》的英文译本，对自然出生的公民作出定义：“本地人，或自然出生的公民，是指在父母为公民的国家出生的人”。
1875年，首席大法官韦特在投票权案——迈纳诉哈珀塞特案中表示：
宪法并未明文规定谁应为自然出生公民。必须借助其他途径才能确定这一点。在普通法中，宪法制定者们熟悉这一术语，毫无疑问，所有出生在一个国家、父母为该国公民的儿童，一出生便成为公民。这些人是本地人，或自然出生的公民，与外来人或外国人相区别。一些权威人士走得更远，将出生在该国管辖范围内的儿童也视为公民，而不论其父母的公民身份。关于这一类人，人们一直存在疑问，但关于第一类人，人们从未提出过质疑。
美国最高法院在1898年的美国诉黄金德案中引用了林奇的先例，裁定在美国出生且父母均为华人的孩子“自出生起即成为美国公民”。

#### 20世纪
与先前的判决一致，美国最高法院在1939年“珀金斯诉埃尔格案”的判决中裁定，在美国出生并在其他国家长大的人是自然出生的美国公民，并明确指出他们可以“成为美国总统”。该案涉及一名出生于纽约的年轻女子，她的父亲一年前入籍美国。然而，当她大约四岁时，她的父母带着她返回瑞典并在该国逗留。20岁时，她联系了美国驻瑞典大使馆，并在21岁生日后不久持美国护照返回美国，并被接纳为美国公民。多年后，当她还在美国时，她在瑞典的父亲放弃了美国国籍，因此，美国劳工部（当时的移民及归化局上级机关）宣布她为非公民，并试图将她驱逐出境。随后该女子提起诉讼，请求法院宣告她出生即为美国公民。她在初审阶段、巡回法院（巡回法院反复称她为“自然出生的美国公民”）以及最终在美国最高法院均胜诉。最高法院的判决大量引用了美国司法部长在斯坦考勒案中的意见（详见下一节#政府官员的解释），其中包括“在美国出生但在其他国家长大的人仍有可能成为美国总统”的意见。
一些联邦案件主张对第十四修正案作狭义解读，认为美国公民必须在美国出生或归化，任何非在美国出生的公民都必须依法归化，即使这种归化在出生时是“自动”的。根据这种观点，这样的人不应被视为自然出生的公民，而应被视为没有资格担任总统的“归化”公民。
1951年，美国第十巡回上诉法院在齐默诉艾奇逊案中指出：“美国公民只有两类：本土出生的公民和归化公民”，引用了格雷大法官在埃尔克诉威尔金斯案（1884年）和美国诉黄金德案（1898年）中的格言。法院裁定，齐默于1905年在国外出生，父亲是美国公民，母亲不是美国公民，根据他出生时有效的国籍法，他本人也是美国公民，但“他的公民身份是归化公民，而非本土出生的公民”。1971年，法院在罗杰斯诉贝莱伊案中遇到了类似的情况，该案中涉案个人出生于1934年之后，因此自动获得美国公民身份，但需满足居住要求并可能被驱逐出境。法院“似乎假定或暗示这些人一出生就通过归化成为公民”。
1999年巡回法院的一项判决规定，在美国出生但父母双方均非公民的子女被称为“自然出生公民”。

#### 21世纪
进入21世纪后，与自然出生公民相关的案件包括阮俊英诉美国移民及归化局案和罗宾逊诉博文案，表明第十四修正案仅仅为出生公民权设立了“底线”，国会可能会扩大这一类别。
2009年，在“安克尼诉州长”案中，印第安纳州上诉法院重申在美国境内出生的人均为“自然出生公民”，无论其父母的公民身份如何。法院参考了黄金德案，并汇编了与此主题相关的论点。
2010年，美国联邦第五巡回上诉法院的三位法官对此解释作出了澄清，裁定自然出生公民如果其出生地后来不再是美国领土，则可能丧失美国公民身份。该案涉及一位出生于菲律宾的诉讼当事人，他不能以其父母终生居住在菲律宾为由申请美国公民身份，因为他们是在菲律宾独立前作为美国领土出生的。第二、第三和第九巡回法院也裁定，在菲律宾作为美国领土时出生并不构成公民条款所称的“在美国出生”，因此不构成美国公民身份。
在2012年纽约州斯特伦克诉纽约州选举委员会案中，原告方对贝拉克·奥巴马在总统选举中的存在提出质疑，理由是他本人认为“自然出生公民”要求总统“在美国领土上出生，且父母双方均在美国出生”。对此，法院回应称：“第二条第一款第五项并未明确规定这一点。没有任何法律机构曾明确表示过‘自然出生公民’条款的含义与原告斯特伦克所声称的一致……此外，奥巴马总统是第六位父母一方或双方均非在美国领土上出生的美国总统。”该意见随后列举了安德鲁·杰克逊、詹姆斯·布坎南、切斯特·A·阿瑟、伍德罗·威尔逊和赫伯特·胡佛等人。

### 政府官员的解释

#### 19世纪
约翰·宾厄姆是一位美国律师兼政治家，也是美国宪法第十四修正案的制定者。他坚持认为，自然出生的人应该被解释为在美国出生。1862年，在第37届美国众议院会议上，他表示：
宪法对此毫无疑问。宪法中出现了“美国自然出生公民”的字样，另有一条规定：“国会有权通过统一的归化制度。”使某人归化即承认其为美国公民。除了在共和国境内出生的人，还有谁是自然出生的公民？在共和国境内出生的人，无论黑人还是白人，都是天生的公民——自然出生的公民。
四年后的1866年3月9日，他进一步阐述声明并两次强调，这要求一个人出生时的“父母不效忠任何外国主权”，因此他“不欠外国效忠”。
我觉得引言条款本身并无错误，它只是宣告了宪法的内容：任何在美国管辖范围内出生，且父母不效忠任何外国主权的人，用你们宪法本身的措辞来说，都是自然出生的美国公民；但是，先生，我可以进一步说，我否认美国国会曾经拥有权力，或者说拥有某种权力，可以宣称任何在美国管辖范围内出生，且不效忠任何外国主权的人不是、也不应成为美国公民。公民权是他与生俱来的权利，国会和各州都不能公正合法地剥夺他的公民权。
1868年7月9日修正案通过后，宾厄姆在1872年第42届美国国会众议院辩论中再次提到了他之前的声明。
爱德华·贝茨也坚持认为“自然出生”应解释为“在美国出生”。他还指出，在美国出生，父母为外国人的人，即使居住在其他地方，也被视为自然出生。1862年，财政部长萨蒙·波特兰·蔡斯向司法部长爱德华·贝茨发出质询，询问“有色人种”是否可以成为美国公民。这一问题的起因是海岸警卫队扣押了一艘由一名自由的“有色人种”指挥的纵帆船，该男子自称是美国公民。如果他是美国公民，这艘船就可以被释放。由于当时正值南北战争时期，如果他并非美国公民身份，船就会被没收。贝茨没有提供任何关于该男子出生或父母身份的信息。1862年11月29日，贝茨提交了一份长达27页的意见书，这份意见书被认为非常重要，以至于政府不仅将其收录在司法部长意见书的官方卷册中，还将其作为一本单独的小册子发表——其结论是：
我的结论是，你信中提到的自由的有色人种，如果出生在美国，那么他就是美国公民。
贝茨在发表该意见的过程中，对公民身份的本质进行了详尽的评论，他写道：
……我们的宪法在论及自然出生公民时，并未使用任何肯定的措辞来认定他们为自然出生公民，而只是承认并重申了所有国家都拥有的、与政治社会一样古老的普遍原则：在一个国家出生的人构成了这个国家，并且作为个体，他们是这个政治体的自然成员。
在另一份日期为1862年9月1日的意见中，贝茨处理了国务卿提出的一个问题：如果一个孩子在美国出生，父母是非美国公民被带回国，几年后他是否可以作为美国公民合法地重新进入美国。贝茨写道：
我的观点非常明确：在美国出生、父母为外国人且从未入籍的儿童，是美国本土出生的公民，当然，他们无需办理入籍手续即可享有此类公民的权利和特权。我可以通过以下方式支持这一观点：英国普通法中关于这一问题的既定原则；以及许多前世今生评论家就我国宪法和法律所著述的著作；……最后，还可以参考我们许多国家和州法院的判决和裁决。但所有这些，助理副校长桑福德在林奇诉克拉克案中都做得很好，我不再赘述。我引用他的意见是为了完整清晰地阐述这一原则，以及支持该原则的理由和依据。
与爱德华·贝茨不同，美国国务卿威廉·L·马西对在美国出生、父母为外国人、现居住在其他国家的人是否仍被视为美国公民持模棱两可的态度。1854年，马西致信美国驻法国公使约翰·Y·梅森：
针对“在美国出生，父母为外国，但被带到其父所属国，并继续居住在其父所属国管辖范围内的子女，是否有权作为美国公民受到保护”这一问题，我必须指出，根据普通法，任何在美国出生的人，除非出生在美国的外国使馆，否则均可被视为美国公民，直至正式放弃其公民身份。然而，美国并没有任何法律对此作出规定，据我所知，也没有任何司法判决。
然而，美国司法部长爱德华兹·皮尔庞特赞同爱德华·贝茨的观点，认为在美国出生、父母为外国、现居住在其他国家的人仍然被视为美国公民，并补充说，如果当选，他们应该有权担任美国总统。1875年，国务卿汉密尔顿·菲什向皮尔庞特提出了一个问题。一位名叫亚瑟·施泰因考勒的年轻人于1855年出生在密苏里州，当时他的父亲刚入籍美国一年。他四岁时，父亲带着他回到了德国，从此两人一直住在那里。父亲放弃了美国国籍，而这位年轻人当时已经20岁，即将被征召加入德意志帝国军队。问题是：“作为一名土生土长的美国公民，这位年轻人的情况如何？”在研究了相关的法律依据后，皮尔庞特写道：
根据（1868年与德国签订的）条约，并根据美国法律，父亲施泰因考勒显然放弃了美国国籍，成为德国公民（他的儿子尚未成年），并且根据德国法律，儿子获得了德国国籍。同样明显的是，儿子出生时就拥有美国国籍，因此他拥有双重国籍：一个是自然国籍，另一个是后天获得的……年轻的施泰因考勒是土生土长的美国公民。美国没有任何法律规定他的父亲或任何其他人可以剥夺他的与生俱来的权利。他可以在21岁时返回美国，并在适当的时候，如果人民选举，他可以成为美国总统……我认为，当他年满21岁时，他可以选择返回美国，接受其出生时的国籍及其义务和权利，还是保留其父亲通过其行为获得的国籍。

#### 20世纪
美国国务院助理副总检察长弗雷德里克·范·戴恩指出，在美国境外出生的美国公民子女也被视为美国公民。1904年，他出版了一本名为《美国公民身份》（Citizenship of the United States）的教科书，其中写道：
关于公民身份问题，国际法上没有统一的规定。每个国家都自行决定谁可以成为其公民，谁不能成为其公民。……根据美国法律，公民身份通常取决于出生地；然而，在美国管辖范围之外出生的美国公民的子女也属于美国公民。……美国宪法虽然在规定总统、参议员和众议员的资格时承认美国公民身份，但直到1868年第十四修正案通过之前，它都没有对公民身份做出定义；直到1866年民权法案通过之前，国会也从未试图对其进行定义。……在此之前，出生公民身份问题通常被认为受普通法管辖，根据普通法，所有在美国境内出生并效忠于美国的人都被视为自然出生的公民。在“默里诉迷人的贝琪案”（1804年）中，美国最高法院假定，所有在美国出生的人都是美国公民。……在“麦克里里诉萨默维尔案”（1824年）中，该案涉及马里兰州的土地所有权，最高法院假定在该州出生的外国人的孩子是美国本土出生的公民。……联邦法院几乎一致裁定，在美国出生本身就赋予公民身份。

### 学者的解释

#### 19世纪
威廉·罗尔曾任宾夕法尼亚州联邦检察官，他将“自然出生公民”定义为在美国境内出生的任何人，无论其父母的国籍如何。在1825年的论文《美国宪法论》中，他写道：
宪法通过时，各州公民即构成合众国公民。……凡出生后成为某州公民者，自出生之日起即成为合众国公民。因此，凡在美国及其领土或地区出生的人，无论其父母是公民还是外国人，均属宪法所定义的自然出生公民，并享有与该身份相关的一切权利和特权。……根据我国宪法，这个问题已由其明文规定解决。当我们得知……除非是自然出生公民，否则任何人都无资格担任总统，那么出生地决定其相对资格的原则就已确立。
詹姆斯·F·威尔逊赞同罗尔的观点，但补充了对来访外国外交官的排除。在1866年的一场众议院辩论中，他引用了罗尔的观点，并提到了“所有国家都承认的与臣民和公民有关的一般法律”，他说：
...这必然使我们得出这样的结论：每个在美国出生的人都是该州的自然出生公民，除非是临时侨民或外国政府代表在我们土地上所生的孩子是美国本土出生的公民。
美国最高法院大法官約瑟夫·斯多利曾表示，“本土公民”与“自然出生公民”同义，尽管他并未对这两个词进行定义。他曾两次（1834年在《宪法课本》（Constitutional Class Book），1840年在《美国宪法详解》（A Familiar Exposition of the United States））写道：
可以毫不夸张地说，除了本国公民，其他人通常都不应该被委以对人民的安全和自由如此重要的职务。

#### 20世纪
在普莱西诉弗格森案中代表路易斯安那州的律师亚历山大·波特·莫尔斯（Alexander Porter Morse）认为，本土出生与自然出生之间的联系意味着只有公民的子女才应该被允许竞选总统。他在《奥尔巴尼法律杂志》上写道：
如果意图是任何出生即为美国公民的人都有资格参选，那么只需说“除本土出生的公民外，任何人均无资格参选”即可；但考虑到欧洲移民可能涌入，制定者认为，规定总统至少应是其出生时效忠美国的公民的子女是明智之举。顺便提一句，“本土出生的公民”这一说法虽然易于理解，但其含义重复，应予摒弃；在所有宪法和法律法规、司法判决以及法律讨论中，都应使用“本土公民”这一正确说法，因为准确和精准的语言对于理性讨论至关重要。
1910年《布莱克法律词典》第二版将“native”（本土人）定义为“自然出生的公民或公民；出生即为居民；因其出生在该国而获得住所或公民身份的人。该术语也包括出生在国外的人，前提是其父母当时是该国公民，且未在外国永久居住。”

#### 21世纪
2009年出版的《布莱克法律词典》第9版将“自然出生公民”定义为“在国家政府管辖范围内出生的人”（A person born within the jurisdiction of a national government）。

##### 外国领土和属地
2000年，美国国会研究处在其一份报告中写道，大多数宪法学者将“自然出生公民”条款解读为包括在美国境外出生，但父母是美国公民的公民。同一份报告还声称，在哥伦比亚特区、关岛、波多黎各和美属维尔京群岛出生的公民在法律上也被定义为“自然出生”公民，因此也有资格当选总统。
2009年的一份报告重申了这一观点，该报告指出：
考虑到宪法资格条款的历史、“自然出生公民”一词在 18 世纪英格兰和殖民地的普遍使用和含义、该条款的明显意图、第一届国会随后颁布的《1790年归化法案》（明确定义“自然出生公民”包括父母为美国公民且在国外出生的人）以及随后最高法院的判决，似乎最合乎逻辑的推论是，“自然出生公民”一词是指“在出生时”或“通过出生”有权获得美国公民身份的人。
2011年和2016年的报告均重复了“自然出生”等同于出生时即成为公民的解释。2011年的报告指出：
法律和历史权威的权威表明，“自然出生”公民一词指的是“通过出生”或“出生时”有权获得美国公民身份的人，无论是出生在美国境内并受其管辖，即使父母是外国人；出生在国外，父母是美国公民；或出生在其他符合“出生时”获得美国公民身份法律要求的情况下。然而，该术语不包括出生时并非美国公民，因此生来就是“外国人”的人，需要经过“归化”的法律程序才能成为美国公民。
2016年的报告也同样指出：
尽管美国出生公民的资格已由法律确定一个多世纪，但关于美国公民在境外所生子女的合法性问题，仍然存在一些合理的法律争议。从历史资料和判例来看，18世纪英国和美洲殖民地对“自然出生”一词的普遍理解，既包括严格的普通法含义，即出生地法（jus soli），也包括至少自1350年以来英国采用的成文法，后者涵盖了英国父亲在国外所生的子女（jus sanguinis，即血统法）。公民权领域的法律学者认为，英国和美洲殖民地的这种普遍理解和法律含义，已被纳入美国宪法对该术语的使用和意图中，即涵盖出生即为美国公民的人。
加州大学戴维斯分校法学院法学教授加布里埃尔·J·陈认为，“自然出生”一词含义模糊，授予公民身份的权力多年来也发生了变化。他指出，在美国境外出生，父母为美国公民的人并非总是生来就是美国公民。例如，在1802年4月14日至1854年期间成为美国公民的人，其在外国出生的子女被视为外国人。他还认为，在1937年8月4日（国会于同年授予所有这些人公民身份之前）之前在巴拿马运河区出生，且其父母至少有一名当时是美国公民的孩子，则这些孩子生来就不具备美国公民身份。
2009年，弗吉尼亚大学法学教授G·爱德华·“泰德”·怀特表示，该术语指的是在美国领土上出生的任何人或在外国领土上出生但父母是美国公民的任何人。
与陈和怀特的论点不同，威德纳大学法学院法学教授玛丽·麦克马纳蒙在《天主教大学法律评论》上指出，除了效忠不同主权国家的外国大使或美国领土上的敌对士兵所生子女外，自然出生的美国公民必须出生在美国。她声称，普通法为在国外出生的美国大使子女和参与敌对行动的美国士兵子女提供例外。因此，除了这两个有限的例外情况外，她将“自然出生”等同于“本土出生”。
哈佛法学院的艾纳·埃尔豪格教授同意麦克马纳蒙教授的观点，认为“自然出生”的意思是“在本土出生”，因此宪法的措辞“不允许他（泰德·克鲁兹）参选”，指的是在加拿大出生但父母一方是美国公民的候选人。亚利桑那州立大学桑德拉·戴·奥康纳法学院的罗伯特·克林顿教授也认为，“自然出生的公民”的意思是“在美国出生”。芝加哥大学教授埃里克·波斯纳也得出结论，“自然出生的公民”的意思是“在（美国）出生的人”。前纽约上诉法院首席大法官索尔·瓦赫特勒也得出同样的结论。他们的结论与以下观点一致：18世纪法律中使用的“应被视为自然出生”一词，在《1790年归化法案》中，仅仅是将人归化或赋予他们有限的自然出生者权利。
维拉诺瓦大学退休法学教授约瑟夫·德拉佩纳也认为“自然出生”仅指在美国出生的人；他认为美国公民在外国出生的子女在出生时即可入籍，但并非自然出生；并以此为由否定了泰德·克鲁兹和约翰·麦凯恩的总统资格。德拉佩纳援引罗杰斯诉贝莱伊案支持这一解释，并声称：“如果不讨论这一司法判决，任何认为‘自然出生公民’包括任何出生即成为美国公民的人的结论都是站不住脚的。”

##### 美国领土
学术界一致认为，在美国领土上出生的人，除了效忠不同主权国家的外国大使或敌对士兵所生的孩子外，都是自然出生的公民，或称出生地主义，无论父母的公民身份如何。
伊利诺伊大学法学教授劳伦斯·索勒姆在2008年发表于《密歇根法律评论》的一篇文章中指出，“人们对总统资格条款的核心含义普遍达成共识。任何在美国领土出生，且父母是美国公民的人，都是‘自然出生公民’”。2010年4月，索勒姆以在线草稿的形式重新发布了同一篇文章，并在其中澄清其原始表述，以免被误解为排除父母一方为美国公民的子女。他在脚注中解释说：“根据我对历史资料的解读，没有任何可信的案例表明，在美国领土出生，且父母一方为美国公民的人显然不是‘自然出生公民’。” 他进一步将自然出生公民权扩展至所有出生地主义的情况，以此作为“传统观点”。尽管索伦在其他地方表示，双公民父母的论点并不“疯狂”，但他认为“更有力的论点表明，如果你出生在美国土地上，你就会被视为自然出生的公民”。
查普曼大学法学教授罗纳德·罗通达曾评论说：“有些人说父母双方都需要是公民。但法律从来就不是这样的。”
埃默里大学法学教授波莉·普莱斯表示：“这有点令人困惑，但大多数学者认为，有人认为自然出生公民条款会将在美国出生的人排除在外，这是一种相当不寻常的立场。”
同样，加州大学洛杉矶分校法学教授尤金·沃洛克认为印第安纳州上诉法院的推理“相当有说服力”，该法院的结论是“根据《宪法》第二条第一款的规定，在美国境内出生的人是‘自然出生的公民’，无论其父母的公民身份如何”。
俄亥俄州立大学法学教授丹尼尔·托卡吉认可美国出生的候选人父母的公民身份无关紧要的观点。

##### 默示废除自然出生公民条款
保罗·A·克拉克在 2006 年《约翰·马歇尔法律评论》的一篇文章中指出，第五修正案应被解读为隐含地废除了美国总统必须是美国出生公民的要求。克拉克指出，从1954年的博林诉夏普案开始，法院一直裁定第五修正案包含一项隐含的平等保护条款，其范围与第十四修正案的平等保护条款相同，并且联邦对归化美国公民的歧视（或更具体地说，基于国籍的联邦歧视）将被法院驳回，因为它违反了第五修正案。由于美国总统必须是美国出生公民的要求是一种基于国籍的歧视，克拉克认为法院应该驳回这项要求。目前为止，克拉克关于这一点的论点尚未得到美国法学界的广泛支持（尽管乔什·布莱克曼教授在2015年就类似主题提出过问题——具体是关于第十四修正案废除自然出生公民条款的问题）。
美国法学教授劳伦斯·特赖布在其2016年9月的一篇文章中提出了类似的观点，但引用的是第十四修正案而不是第五修正案。具体而言，特赖布认为，美国国会应利用第十四修正案的执行条款通过一项法令，允许入籍美国公民竞选并成为美国总统。特赖布辩称，虽然此类国会法令的合宪性不易辩护，但此类法令至少符合美国宪法重建修正案的精神。特赖布还指出，在1960年代的一些案件中（例如卡岑巴赫诉摩根案和琼斯诉梅耶案），美国最高法院裁定，美国国会有权（通过执行立法）对第十四修正案进行比美国最高法院本身对该修正案的解释更广泛的解释。特赖布指出，未来的美国最高法院也可以使用类似的逻辑来支持假设的国会法规，允许归化美国公民竞选并成为美国总统。

## 参选资格的挑战
美国部分法院已经裁定私人公民无权质疑候选人参加总统选举投票的资格。对于在国会质疑美国当选总统的就职资格还有一种法定方法。一些法律学者声称，即使资格质疑在联邦法院不具有司法管辖权，并且不在国会进行，但另有其他裁决途径，例如在州法院就选票获取权提起诉讼。
迄今为止，美国的每位总统分为两种公民权情形：一种是在1789年宪法通过时是美国公民，另一种是在美国出生。前者中，除一位总统（安德鲁·杰克逊）外，其他总统的父母均拥有后来成为美国的公民身份。后者中，除切斯特·A·阿瑟和贝拉克·奥巴马外，其他总统的父母均是美国公民。此外，还有四位美国总统的父母一方或双方并非在美国出生（詹姆斯·布坎南、伍德罗·威尔逊、赫伯特·胡佛和唐纳德·特朗普）。
一些总统候选人并非出生在美国某个州，或父母并非均为美国公民。副总统中，阿尔·戈尔出生于华盛顿特区，查尔斯·柯蒂斯出生于堪萨斯领地；另外卡玛拉·哈里斯出生时，其父母并非美国公民。这并不一定意味着这些公职人员或候选人没有资格参选，只是他们的参选资格存在一些争议，这些问题可能已经得到解决，有利于他们获得参选资格。
唯一一位接受外国公民身份邀请的总统是亚伯拉罕·林肯，他于1861年3月29日收到圣马力诺政府的邀请信，邀请他成为圣马力诺的荣誉公民，并于5月7日回复道：“我感谢圣马力诺委员会授予我公民身份的荣誉。”

### 19世纪

#### 切斯特·艾伦·阿瑟
据传，詹姆斯·加菲尔德遭枪击身亡后，宣誓就任总统的切斯特·艾伦·阿瑟出生于加拿大。
阿瑟于1829年10月5日出生于佛蒙特州，母亲出生于佛蒙特州，父亲来自爱尔兰（亚瑟出生14年后，父亲加入美国国籍）。其母马尔维娜·斯通·阿瑟出生于佛蒙特州伯克郡，后来举家迁往魁北克，并于1821年4月12日与威廉·阿瑟相识并结婚。1822年至1824年间，全家定居佛蒙特州费尔菲尔德。1830年10月，威廉·阿瑟携长女前往加拿大东斯坦布里奇，每周日往返费尔菲尔德布道。一句话或许可以解释阿瑟出生地的混淆：“他似乎在两个靠近加拿大和美国边境的村庄之间定期往返，持续了大约18个月，身兼两份工作”。而阿瑟出生在富兰克林县，因此距离佛蒙特州和魁北克省边境只有一天的步行路程，因此也是被谣传出生于加拿大的原因。阿瑟本人有时也会将自己的出生年份报告为1830年，这也给记录带来了一些混乱。
阿瑟的民主党对手从未拿出任何证据证明他出生在加拿大，尽管曾调查过阿瑟家族历史的律师阿瑟·欣曼在阿瑟竞选副总统期间提出了这一指控作为反对意见，并在阿瑟总统任期结束后出版了一本关于这一主题的书。

#### 虚构人物克里斯托弗·舒曼
乔治·林德·卡特林于1888年出版了一部讽刺作品《1896年的总统竞选》，描述了一场虚构的总统选举。在这部作品中，虚构的克里斯托弗·舒尔曼（出生于纽约市）代表虚构的工党参加1896年的总统选举，最终败给了虚构的国家党候选人查尔斯·弗朗西斯·亚当斯。有些人误以为这位虚构的舒尔曼是真实存在的人物，因为他的参选资格在书中受到了质疑。

### 20世纪

#### 查尔斯·埃文斯·休斯
伍德罗·威尔逊的竞选工作人员布雷肯里奇·朗在1916年12月7日发表于《芝加哥法律新闻》的一篇文章中对查尔斯·埃文斯·休斯的参选资格提出质疑。当时距离1916年美国总统选举仅过去一个月，休斯在选举中以微弱优势败给伍德罗·威尔逊。朗声称休斯不符合参选资格，因为他的父亲在他出生时尚未入籍，仍然是英国公民。朗指出，尽管休斯出生在美国，但根据英国法律，他也是英国国民，因此“享有双重国籍，并负有双重效忠”。他认为，如果没有美国公民身份和效忠的统一，本土出生的公民就不能算是自然出生的公民，并指出：“现在，无论以何种方式解释，如果一个人在出生时以及此后的任何时期内，对美国以外的任何主权国家负有或可能负有效忠义务，那么他就不是美国的‘自然出生’公民。”

#### 巴里·戈德华特
巴里·戈德华特出生于菲尼克斯，当时该地属于美国亞利桑那領地的合并建制领土。1964年，戈德华特竞选总统期间，曾因出生在亚利桑那領地（亚利桑那州建州前三年）而引发小规模争议。律师梅尔文·贝利曾试图将戈德华特从加州候选人名单中剔除，但未获成功。

#### 乔治·罗姆尼
乔治·罗姆尼于1968年竞选共和党总统候选人提名。羅姆尼出生于墨西哥，父母皆为美国人，祖父是耶稣基督后期圣徒教会的成员，在美国联邦政府取缔一夫多妻制后，于1886年携三位妻子及其子女移民至墨西哥。然而，罗姆尼的父母（根据1890年宣言实行一夫一妻制）保留了美国国籍，并于1912年与他和兄弟姐妹一起返回美国。当理查德·尼克松被提名为共和党总统候选人时，罗姆尼的总统资格亦变得毫无意义。

#### 洛厄尔·韦克
洛厄尔·韦克曾参加1980年共和党总统候选人提名的竞选，但在初选开始前退出；1976年还曾被提名为副总统候选人，以接替即将退休的副总统纳尔逊·洛克菲勒，以共和党候选人身份参选。然而，堪萨斯州参议员鲍勃·多尔后来被选为候选人。韦克出生于法国巴黎，父母均为美国公民。他的父亲是E.R.施贵宝父子公司的高管，母亲出生于印度，是一位英国将军的女儿。

### 21世纪

#### 约翰·麦凯恩
约翰·麦凯恩于1936年出生于巴拿马运河区科科索罗海军航空站。麦凯恩的总统资格在2000年的竞选中没有受到质疑，但在2008年的竞选中受到了质疑。
麦凯恩从未向媒体或独立的事实核查机构公布过他的出生证明，但在2008年，有人向《华盛顿邮报》记者迈克尔·多布斯出示了他的出生证明。多布斯写道：“麦凯恩竞选团队的一名高级官员向我出示了科科索罗潜艇基地‘家庭医院’签发的麦凯恩出生证明的复印件。”2008 年，弗雷德·霍兰德提起诉讼，称麦凯恩实际上出生在巴拿马科隆的一所民用医院。多布斯在自传《父辈的信仰》中写道，麦凯恩出生在科科索罗美国海军航空站的“运河区”，该站由他的祖父老约翰·S·麦凯恩指挥。书中同时指出：“参议员的父亲小约翰·S·麦凯恩是一艘潜艇的执行官，而该潜艇也驻扎在科科索罗。他的母亲罗伯塔·麦凯恩说，她清楚地记得自己躺在床上，听着附近军官俱乐部里传来的欢呼声庆祝儿子出生的情景。几天后，英文报纸《巴拿马美国人报》宣布了儿子的出生。”
巴拿马运河区前非建制领土及其相关军事设施当时不被视为美国领土，但根据1937年生效的美國法典第8编 § 第1403節，凡于1904年2月26日或之后在运河区出生的个人，以及于该日期或之后在巴拿马共和国出生，且其父母至少有一位是美国公民并受雇于美国政府或巴拿马铁路公司的个人，均可追溯获得美国公民身份；威廉·阿尔苏普法官在2008年的裁决中引用了美國法典第8编 § 第1403節，详情如下。前副总检察长西奥多·奥尔森和哈佛大学法学教授劳伦斯·特赖布在2008年3月发表的一篇论文中认为，麦凯恩有资格竞选总统。2008年4月30日，麦凯恩当时担任议员的美国参议院一致通过了一项不具约束力的决议，承认麦凯恩是自然出生的美国公民；时任参议员的贝拉克·奥巴马（后来在当年的总统选举中击败了麦凯恩）是该决议的共同提案人。2008年9月，美国地区法官威廉·阿尔苏普（William Alsup）在裁决中附带声明，根据美國法典第8编 § 第1401節，麦凯恩“极有可能”从出生起就是自然出生的美国公民，但他也承认另一种可能性，即麦凯恩根据美國法典第8编 § 第1403節追溯成为自然出生的美国公民。
这些观点遭到了加布里埃尔·陈的批评。他认为，麦凯恩出生时即为巴拿马公民，只是根据美國法典第8编 § 第1403節的规定，才被追溯宣布为出生公民，因为在他出生时，就运河区而言，最高法院的岛屿案件推翻了《1795年归化法案》，否则该法案会在麦凯恩出生时立即宣布他为美国公民。美国国务院的《外交事务手册》规定，在特定时期出生在巴拿马运河区的儿童会成为美国国民，但没有公民身份。在罗杰斯诉贝勒案中，最高法院裁定“美国父母在国外出生”的儿童不属于第十四修正案公民条款规定的美国公民，但没有详细说明他们的自然出生身份。同样，法律学者劳伦斯·索勒姆在一篇关于自然出生公民条款的文章中得出结论，麦凯恩的资格问题无法得到确定的答案，这将取决于“宪法建设”的具体方法。

#### 贝拉克·奥巴马
巴拉克·奥巴马于1961年出生于夏威夷州檀香山（夏威夷于1959年成为美国的一个州）。其母亲是美国公民，父亲是来自英属肯尼亚的英国公民。2008年总统选举前后，有人声称奥巴马并非美国本土出生的公民。2008年6月12日，奥巴马总统竞选团队推出一个网站，以反驳其对手的抹黑行动，包括质疑其资格的阴谋论。针对奥巴马最突出的问题是，在数起诉讼中，奥巴马实际上并非在夏威夷出生。2008年10月31日，夏威夷卫生部部长千代惠吹发表声明称：
我……亲自看到并证实夏威夷州卫生部已根据州政策和程序记录了奥巴马参议员的原始出生证明。
2009年7月27日，千代惠吹发表补充声明：
我……已经看到了夏威夷州卫生部保存的原始重要记录，证实贝拉克·侯赛因·奥巴马出生于夏威夷，是天生的美国公民。
大多数案件因原告缺乏诉讼资格而被驳回。然而，一些法院已就此问题提供了指导意见。在“安克尼诉州长”案中，由三名法官组成的印第安纳州上诉法院表示：
根据第二条第一款第四项的措辞和黄金德提供的指导意见，我们得出结论，根据第二条第一款的规定，在美国境内出生的人都是“自然出生的公民”，无论其父母的公民身份如何。
佐治亚州行政法法官迈克尔·马利希在裁决一系列资格质疑案件时表示：“印第安纳州法院驳回了奥巴马先生不符合资格的论点，指出在美国境内出生的孩子即为自然出生公民，无论其父母的公民身份如何。……本法院认为安克尼案的判决和分析具有说服力。”联邦地区法官小约翰·A·吉布尼在蒂斯代尔诉奥巴马案的判决中写道：
美国总统的资格要求是，必须是美国“自然出生公民”……众所周知，在美国出生的人被视为自然出生公民。例如，参见“美国诉黄金德案”……
最高法院未置可否地拒绝受理两起诉讼，原告辩称奥巴马是否出生在夏威夷无关紧要。而阻止奥巴马参加2012年几个州的民主党总统初选的尝试均未成功。

#### 马可·卢比奥和鲍比·金达尔
马可·卢比奥和鲍比·金达尔均在2015年宣布将参加2016年总统选举的共和党总统候选人提名竞选。奥利·泰茨和马里奥·阿普佐都曾提起多起诉讼，质疑奥巴马的参选资格，他们声称卢比奥和金达尔都没有资格，因为他们出生时父母都不是美国公民（尽管出生在美国）。2015年12月在佛蒙特州提起的诉讼和2016年2月在纽约州提起的投票挑战都对金达尔的资格提出了质疑。
2015年11月，新罕布什尔州提起了一项选票挑战，指控卢比奥并非美国出生的公民，但未成功。同年12月，佛蒙特州、佛罗里达州也提起了类似的诉讼，但佛罗里达州的诉讼未成功。2016年1月，伊利诺伊州也提起了类似的选票挑战，但未成功。2月，阿肯色州也提起了类似的诉讼，但未成功；纽约州也提起了类似的选票挑战；印第安纳州也提起了类似的选票挑战，但未成功。

#### 泰德·克鲁兹
泰德·克鲁兹于2015年3月22日宣布参加2016年总统选举，角逐共和党总统候选人提名。克鲁兹出生于加拿大艾伯塔省卡尔加里，母亲是美国公民。这使得克鲁兹拥有加拿大和美国双重国籍：他出生时就凭借母亲的公民身份获得了美国国籍，而加拿大也赋予所有在加拿大出生的人与生俱来的公民权。克鲁兹的父亲出生于古巴，最终于2005年加入美国国籍。克鲁兹于2014年5月14日申请正式放弃加拿大国籍，不再是加拿大公民。
前副总检察长保罗·克莱门特、前代理副总检察长尼尔·卡蒂亚尔、加州大学欧文分校法学院院长欧文·切莫林斯基、陈（见上文）、天普大学法学院教授彼得·斯皮罗、阿基尔·阿马尔教授、乔治城大学法学院教授兰迪·巴内特、耶鲁大学法学院教授杰克·巴尔金和圣地亚哥大学教授迈克尔·拉姆齐认为，克鲁兹符合宪法规定的总统参选资格。同样，《布莱克法律词典》主编布莱恩·加纳认为，美国最高法院会认定克鲁兹符合参选资格。凯斯西储大学法学院教授乔纳森·H·阿德勒也认为，任何法院都不会裁定克鲁兹不符合参选资格。
然而，哈佛大学的劳伦斯·特赖布认为克鲁兹的资格“模糊且悬而未决”。哈佛大学法学教授凯斯·桑斯坦认为克鲁兹符合资格，但他同意拉姆齐的观点，认为克鲁兹的资格并非“一个容易回答的问题”。桑斯坦认为，由于对资格认定和政治问题原则的担忧，法院不太可能对克鲁兹做出不利裁决。
玛丽·麦克马纳蒙（见上文）在《天主教大学法律评论》上撰文称，克鲁兹不符合参选资格，因为他并非在美国出生。哈佛大学教授艾纳·埃尔豪格、亚利桑那州立大学教授罗伯特·克林顿、芝加哥大学教授埃里克·波斯纳、前纽约上诉法院首席大法官索尔·瓦赫特勒、维拉诺瓦大学退休教授约瑟夫·德拉佩纳以及天主教大学美国法学院教授维克多·威廉姆斯都认为克鲁兹不符合参选资格。前佛罗里达州民主党众议员艾伦·格雷森不相信克鲁兹是美国出生的美国公民，并表示如果克鲁兹成为共和党候选人，他会提起诉讼。拉里·克莱曼、泰兹和阿普佐分别提起多起诉讼，质疑奥巴马的参选资格，他们也声称克鲁兹没有资格。
克鲁兹的一些初选对手质疑他的参选资格，其中包括唐纳德·特朗普、迈克·赫卡比、里克·桑托勒姆、卡莉·費奧麗娜和兰德·保罗。不过，马可·卢比奥认为克鲁兹有资格参选。
2015年11月，新罕布什尔州提起了两起类似的选票挑战，指控克鲁兹并非美国出生的公民，但均未成功。12月，佛蒙特州也提起了类似的诉讼，佛罗里达州也提起了一起诉讼，但未成功。2016年1月，德克萨斯州和犹他州也提起了类似的诉讼，但均未成功。伊利诺伊州也提起了两起类似的选票挑战，但均未成功。2月，宾夕法尼亚州和阿肯色州也提起了一起类似的诉讼，但均未成功；阿拉巴马州也提起了一起类似的诉讼；印第安纳州也提起了类似的选票挑战，但均未成功；纽约州也提起了类似的选票挑战，但类似的诉讼也未成功。3月，纽约州也提起了类似的诉讼。4月，新泽西州也提交了类似的选票挑战，但未获成功。
2016年2月，伊利诺伊州选举委员会作出了有利于克鲁兹的裁决，称“该候选人出生于加拿大，其母亲是美国公民，因此他出生时即为美国公民。”

#### 图尔茜·加巴德
民主党籍的图尔茜·加巴德于2019年宣布，她将竞选2020年美国总统选举。加巴德出生于美属萨摩亚，与其他一些美国领土不同，在美属萨摩亚出生的人不会在出生时自动获得美国公民身份。然而加巴德出生时，她的父母都是美国公民：母亲出生于印第安纳州，父亲出生于美属萨摩亚，具有美国公民身份。加巴德的出生情况与麦凯恩和克鲁兹相似，因为他们皆非在美国出生。

#### 卡玛拉·哈里斯
卡玛拉·哈里斯出生于加利福尼亚州奥克兰。2019年，哈里斯竞选2020年美国总统选举民主党提名，但未能成功。小唐纳德·特朗普转发了一条推文“卡玛拉·哈里斯不是美国黑人。她有一半印第安人和一半牙买加人的血统。”然后回复道：“这是真的吗？哇。”这些推文被解读为哈里斯既不是美国人，也不是真正的黑人女性。
2020年8月11日，民主党总统候选人乔·拜登选择哈里斯作为他的竞选搭档，两人于同年11月双双当选。与总统的参选要求一样，参选副总统必须是美国本土出生的公民。加州大学洛杉矶分校教授尤金·沃洛赫表示，哈里斯出生在美国，因此是美国本土出生的公民。
在《新闻周刊》的一篇专栏文章中，查普曼大学教授约翰·伊斯特曼询问哈里斯的父母在她出生时是美国公民或合法永久居民，还是持有学生签证的临时访客。他随后表示，如果他们是临时访客，那么“根据第十四修正案的最初理解”，她根本不会被视为美国公民，更不用说自然出生的公民了，甚至可能没有资格担任她当时的参议员职位。唐纳德·特朗普总统表示：“我今天刚听说她不符合要求，顺便说一句，写这篇文章的律师是一位非常高素质、非常有才华的律师。”
《新闻周刊》编辑在回应批评时写道，伊斯特曼的文章“与所谓的‘出生地主义’毫无关联”。该回复继续指出：“‘自然出生公民’的含义，以及该条第二款的文字要求与第十四修正案公民条款的关系，属于法律解释的问题，学者和评论员可以、而且将会对此持有强烈反对的态度。”《新闻周刊》还发表了沃洛克对伊士曼文章的反驳。科林·卡尔姆巴赫在《法律与犯罪》上回应伊斯特曼，称伊斯特曼“基于对1898年最高法院案件‘美国诉黄金德案’的错误解读，错误地陈述了法律的现状——以及法律界的观点和法院的判例”。《新闻周刊》在收到强烈负面反应后道歉，称他们“完全没有预料到这篇文章会被如此解读、歪曲和利用”，并表示发表这篇文章“旨在探讨少数群体关于美国‘自然出生公民’定义的法律争论。但对许多读者来说，这篇文章不可避免地传达了一个丑陋的信息：参议员卡马拉·哈里斯，一位有色人种女性和移民子女，不知何故并非真正的美国人。”
2020年11月，联邦地区法院在附带意见中表示，哈里斯是自然出生的公民。
2024年7月21日，拜登宣布他不会寻求连任总统。许多社交媒体帖子很快声称，拜登民主党总统候选人提名的推定继任者哈里斯没有资格担任总统。其中一些帖子引用了伊斯特曼2020年的文章。

#### 妮基·黑利
妮基·黑利出生于南卡罗来纳州班伯格，父母是印度移民。她曾竞选2024年美国总统选举共和党提名。罗杰·斯通声称黑莉并非美国出生公民，并援引保罗·英格拉西亚在《美国伟大》杂志上发表的文章，称这是因为她的父母在她出生时并非美国公民。黑利的共和党提名对手之一特朗普也在社交媒体上分享了类似的信息。芝加哥大学法学教授杰弗里·R·斯通称该说法是“疯狂”的。詹妮弗·本德里在《赫芬顿邮报》撰文指出，特朗普对黑利公民身份的攻击，以及他之前对奥巴马、克鲁兹和哈里斯公民身份的攻击，是出于种族主义动机。

## 公众意见
2016年CBS新闻民意调查发现，仅有21%的美国人赞成修改宪法允许非美国出生公民参选总统，而75%的人反对修改。